# American Greetings
La American Greetings Corporation, ou tout simplement American Greetings, est une entreprise privée américaine du secteur de l'industrie papetière, second plus grand producteur de cartes de vœux au monde, derrière Hallmark Cards. Basée à Westlake, dans l'agglomération de la ville de Cleveland, dans l'Ohio, l'entreprise produit aussi des calendriers, articles de papeterie, emballages à cadeaux, carte de vœux numériques et articles de fête. Ses filiales et marques incluent Carlton Cards (en), Tender Thoughts, Papyrus, Recycled Paper Greetings et Gibson.
L'ancienne marque Those Characters From Cleveland, division des jouets de l'entreprise, s'est séparée en 2018 sous le nom de Cloudco Entertainment (en).

## Histoire

### Débuts
L'immigrant polonais d'origine juive Jacob Sapirstein fonde en 1906 la Sapirstein Greeting Card Co., et débute en vendant des cartes à divers marchands par un chariot tiré par des chevaux. Son fils aîné Irving (en) commence à aider son père à l'âge de neuf ans en 1918, et est rejoint par son frère Morris en 1926. Les deux frères reçoivent un contrat de cartes postales de 24 000 $ (USD) en 1928, et l'année suivante, ils implémentent des cabinets de vente de cartes en mode libre-service, une première. Dès 1932, l'entreprise fabrique ses propres cartes. 
En 1934, Sapirstein Greeting commence à recruter des conseillers à la vente. Le plus jeune frère, Harry, rejoint la société en 1935. En 1936, les Sapirstein ouvrent leur première succursale hors de la maison mère, ainsi qu'une première usine à grande échelle.

### Première expansion
En 1938, l'entreprise devient la American Greetings Publishers. Leur collection Forget-Me-Not est lancée un an après. Les frères Sapirstein changent leurs noms de famille pour Stone dans les années 1940. En 1944, l'entreprise est incorporée, et en 1949, elle a son premier partenariat, avec la John Sands Pty. Ltd. de Sydney. En 1952, American Greetings Publishers devient la American Greetings Corporation, et devient publique, avec 200 000 parts vendues pour commencer. En 1956, la filiale canadienne, Carlton Cards, Ltd., est lancée. En juillet 1957, l'entreprise déménage au One American Road, à Brooklyn, dans l'Ohio. En 1960, Jacob Sapirstein en devient son premier président du conseil d'administration, tandis que son fils Irving devient son président. La même année, à Forest City, en Caroline du Nord, une usine de fabrication de cabinets pour vendre les cartes est ouverte. La succursale mexicaine est ouverte en 1969 à Mexico. En 1971, la filiale pour le prêt-à-la-vente-au-détail est créée, la Summit Corporation, qui devient Carlton Cards Retail, Inc.
En 1967, la bédéiste Holly Hobbie commence sa collection de cartes pour AG, avec son personnage éponyme. De ce partenariat est créée la Those Characters from Cleveland, LLC., division dédiée aux jouets et personnages animés. Les ventes l'année suivante dépasse les cent millions pour la première fois. Ziggy de Tom Wilson (en) est introduit en 1972 sur les cartes American Greetings et dès 1977, Hobbie était devenue l'un des personnages féminins les plus lucratifs. 